# Léon Saint-Réquier
Léon-Edgard de Saint-Réquier (auch (falsch?) Léon Saint-Réguier, * 8. August 1872 in Rouen; † 1. Oktober 1964) war ein französischer Komponist, Organist und Musikpädagoge.
Saint-Réquier war Schüler von Vincent d’Indy und Alexandre Guilmant. Er wirkte als Organist und Chef des Chanteurs de Saint-Gervais und Kapellmeister an der Kirche St.-Charles-de-Monceau und war Professor an der Pariser Schola Cantorum. Unter anderem komponierte er geistliche Chormusik sowie ein Requiem für Solisten, Chor und Orchester (1928). Zu seinen Schülern zählten Celestino Piaggio, Marc de Ranse, Marcel Mihalovici und Luis Durey.